# Gildehuis

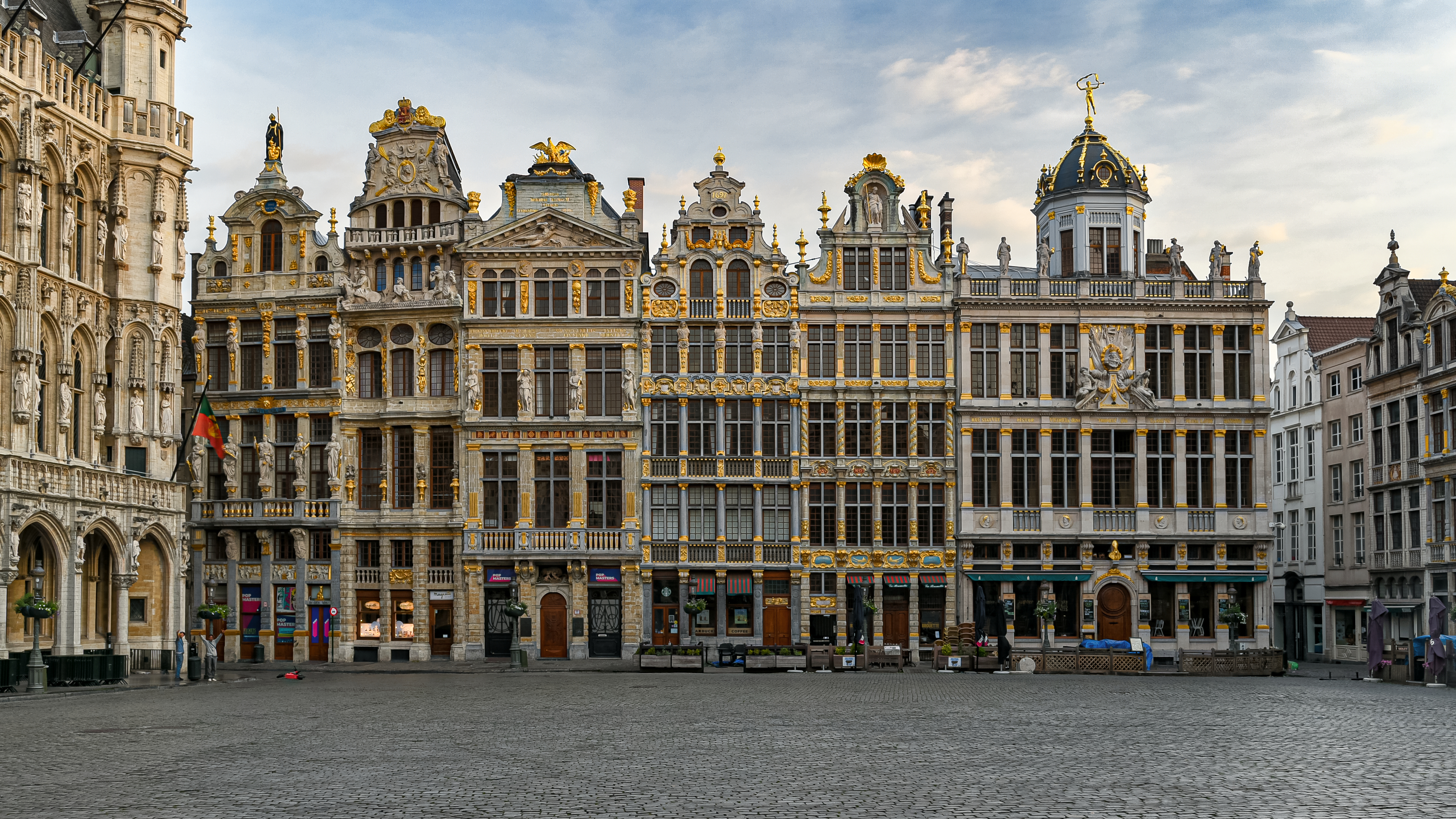
Gildehuizen op de Grote Markt in Brussel

Gildehuizen op de Grote Markt in Antwerpen

Een gildehuis of ambachtshuis, ook wel gaffel genoemd, was het gebouw waar het bestuur van een gilde (ambacht) gehuisvest was en waar de leden hun bijeenkomsten hielden.

## Algemeen
In een gildehuis werden vergaderingen en gezamenlijke maaltijden gehouden, waarbij de leden uit de gildebeker dronken. In het gildehuis werden ook de bezittingen van het gilde bewaard, waaronder de gildekist met het archief en de gildekettingen. In sommige gevallen fungeerde het gildehuis ook als verkoopruimte, zoals bij de meeste lakenhallen en vlees- en vishallen.
Vooral grotere gilden hadden een eigen gildehuis. De oudste stammen uit de middeleeuwen. De grootste of rijkste gilden van de grotere steden lieten voorname panden bouwen op vooraanstaande plaatsen in de stad, die thans tot de belangrijkste monumenten en toeristische attracties van die steden gerekend worden, zoals de gildehuizen in Amsterdam, Antwerpen, Brugge, Brussel en Gent.
Kleinere of armlastige gilden hadden geen eigen gildehuis maar huurden een vergaderruimte, bijvoorbeeld boven een winkel of gelagkamer, of in een oude stadspoort. In Maastricht, waar de gilden steevast werden aangeduid als ambachten, waren enkele buiten gebruik gestelde poorten van de eerste middeleeuwse stadsmuur in gebruik als vergaderruimten ("leuben") van onder andere de schippers, molenaars, leerlooiers, volders, strodekkers en leemplakkers.

## Gildehuizen in België

### Gent
- Groot Vleeshuis in Gent, voormalige overdekte vleesmarkt en gildehuis
- Korenstapelhuis (Gent) uit de 12e eeuw, een van de oudste voorbeelden van burgerlijke romaanse architectuur in de Lage Landen
- Toreken door Gentse huidenvetters aangekocht in 1422
- Viskopershuis, het gildehuis van de viskopers van Gent

### Brussel
- Den Coninck van Spaignien, gildehuis van de bakkers in Brussel
- Den Cruywagen, gildehuis van de vettewariërs in Brussel
- De Zwaan, gildehuis van de slagers in Brussel

### Antwerpen
- Vleeshuis (Antwerpen), vleesmarkt en gildehuis
- Het huis Spaenghien, gildehuis van de voetboogschutters in Antwerpen

### Lier
- Vleeshuis (Lier) uit 1418, vleesmarkt en gildehuis van de slagers
- Buyldragershuisje in Lier, gildehuis voor het buildragers-ambacht

### Brugge
- Huidenvettershuis in Brugge, ambachtshuis van de leerlooiers
- Pijndershuisje, in Brugge, ambachtshuis van de sjouwers of zakdragers

### Elders
- Vleeshuis (Ieper)
- De Zalm in Mechelen, ambachtshuis van de visverkopers
- Dekenij van de lakenwevers te Leuven
- Halle al'Chair in Namen, gildehuis van de slagers

## Gildehuizen in Nederland

### Amsterdam
- Korenmetershuisje (Amsterdam), in 1620 voor het gilde van korenmeters
- Makelaers Comptoir, 17e-eeuws gildehuis in Amsterdam
- Waag (Amsterdam), 15e-eeuws gebouw in het centrum van Amsterdam, was oorspronkelijk een stadspoort
- Wijnkopersgildehuis, 17e-eeuws dubbelpand in Amsterdam

### Elders
- Sint Eloyen Gasthuis te Utrecht, uit 1440
- Timmermansgildehuis in Hoorn